# Mittag-Leffler summation
Mittag-Leffler summation är någon av flera variationer av Borels summeringsmetod för summering av eventuellt divergerande formella potensserier introducerade av Mittag-Leffler (1908).